# 三輪賢治
三輪 賢治（みわ けんじ、1981年5月1日 - ）は、愛知県出身の実業家。
ノマドマーケティング株式会社の創業者。

## 経歴
高校時代までサラリーマン家庭に育ち、大学入学時までは起業とは、ほど遠い大手企業に就職することがすべてだと考えていた。
2001年慶應義塾大学に進学後、イベントサークルを立ち上げる。
2000人規模で六本木ヴェルファーレに有名芸能人を招くなど多くの学生イベントを成功させる。
在学中に多くの経営者と出会い、起業に関心を示す。
2006年に大学卒業後はサラリーマンをしながら、サイドビジネスとして、アフィリエイト事業を始める。
2009年、今のイベントプラットフォーム事業としてe-venzを開設。
2014年、時間や場所にとらわれないノマドワーカーの先駆者として、ノマドマーケティング株式会社を設立。

## 人物
- 趣味は料理、スポーツ（サーフィン、スノーボード）、旅行。

## 社会貢献事業
- 2024年10月に神奈川県庁が県立学校などの教育環境向上を目的に設置をした「神奈川県まなびや基金」において多額の寄付[4]
- 2025年1月に黒岩知事より感謝状贈呈式が行われた[5]
- 2025年3月に神奈川工業高校電気科240名に対して起業に関する経験とアドバイスについて講演をした[6]
- 2025年6月に神奈川県立横浜平沼高校　吹奏楽部に寄付支援をした[7]

## 著書
- 2021/12/10　『婚活ビジネスの教科書』 ISBN 978-4991241109
- 2021/12/23　『AI婚活: 〜進化するマッチングアプリ〜』 ISBN 979-8985477108
- 2022/10/30　『100歳まで出会える人生』（扶桑社） ISBN 978-4594092863

## インタビュー

### 雑誌
2022年
- 『週刊SPA! 2022年11月15日号』25ページ（2022年11月8日、扶桑社）

2023年
- 『週刊SPA! 2023年2月14日号』40ページ（2023年2月7日、扶桑社）
- 『結婚しない婚活 2023年7月5日号』31ページ（2023年5月22日、大洋図書）
- 『STORY [ストーリィ]  2023年11月号』214ページ（2023年10月1日、光文社）

### WEBサイト
2022年
- 『日刊SPA!』年上彼氏を作った61歳、妻と死別し出会いを求める82歳…拡大する高齢者の恋愛市場（2022年11月17日）
- 『マネーポストWEB』街コンビジネス、運営者が明かす裏側「利益率を左右するのは料理代」「女性の参加費が安すぎるとトラブルも」 （2022年11月20日）

2023年
- 『東洋経済オンライン』｢婚活で理想の相手が見つかる｣意外な技術の正体（2023年2月2日）
- 『東洋経済オンライン』｢外見より性格が多数派｣アバター同士の驚く恋愛（2023年2月9日）
- 『日刊SPA!』「モテる男性の共通点」既婚者合コンに参加した女性たちの声は…（2023年3月6日）

### TV出演
- 『ABEMA 変わる報道番組#アベプラ』ABEMA Prime（AbemaNews）（2022年12月16日）

## 出演媒体（順不同）
- 週間SPA!
- 日刊SPA!
- 結婚しない婚活
- STORY
- マネーポストWEB
- 東洋経済オンライン
- ABEMA Prime
- 日本経済新聞[8]
- 全国賃貸住宅新聞